# Mișcarea vestelor galbene
Mișcarea vestelor galbene sau mișcarea jachetelor galbene ( Mouvement des gilets jaunes [muvmɑ̃ de ʒilɛ ʒon]) este o mișcare politică populistă,  pentru justiție economică 
   
După ce o petiție online postată în luna mai a atras aproape un milion de semnături, demonstrațiile de masă au început pe 17 noiembrie. Protestatarii au solicitat reducerea impozitelor pe combustibili, reintroducerea impozitului de solidaritate asupra averii, creșterea salariului minim, punerea în aplicare a referendumurilor privind inițiativa cetățenilor și demisia lui Emmanuel Macron, în calitate de președinte al Franței, și cea a guvernului său.
 
Mișcarea cuprinde un larg spectru politic. Potrivit unui sondaj, puțini dintre cei care protestează au votat pentru Macron în alegerile prezidențiale franceze din 2017 și mulți dintre aceștia nu au votat sau au votat candidații de extremă dreaptă sau de extremă stângă. 
Creșterea prețurilor la combustibili este cea care a declanșat demonstrațiile, iar vestele galbene de înaltă vizibilitate, pe care legea franceză le-a cerut tuturor șoferilor să le aibă în vehicule și să poarte în timpul urgențelor, au fost alese ca "un fir unificator și apel la arme". Protestele au implicat demonstrații și blocarea drumurilor și a depozitelor de combustibil. Unele proteste s-au dezvoltat în revolte majore. 
Deoarece vestele galbene sau Gilets jaunes au câștigat o atenție internațională, protestatarii din multe locuri ale lumii - unii cu nemulțumiri similare și alții cu revendicări diferite - au folosit simbolul vestei galbene.

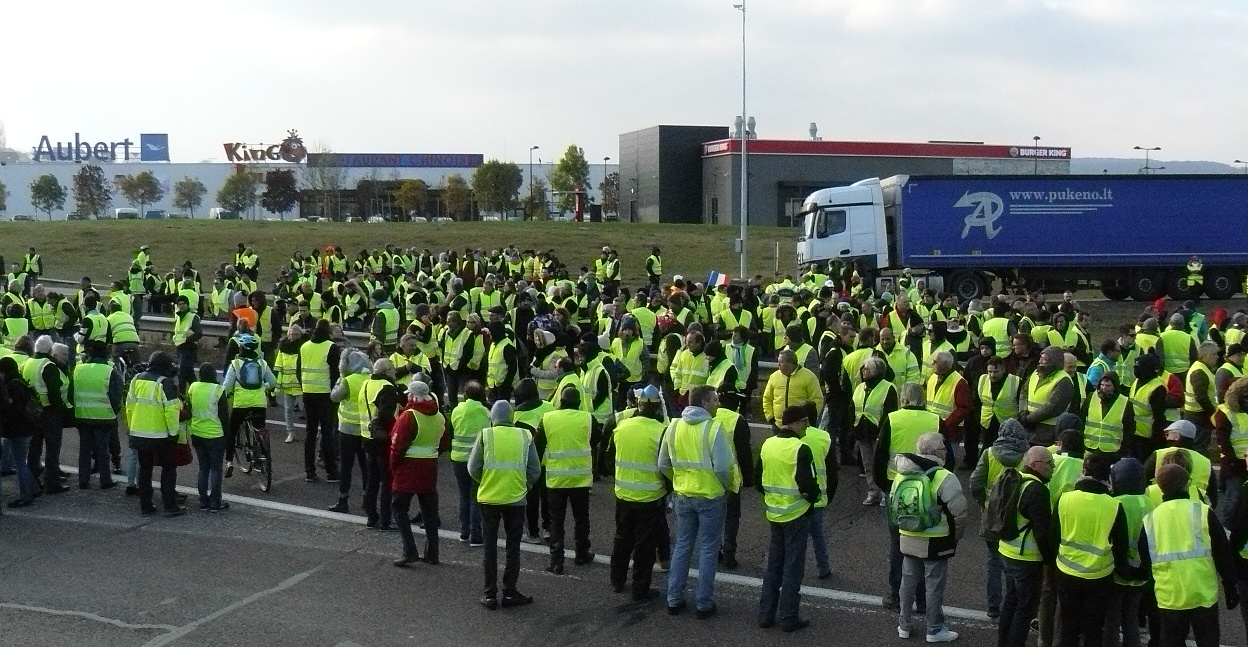
O demonstrație a gilets jaunes - 17 noiembrie 2018.